# Federação Lituana de Hóquei no Gelo
A Federação Lituana de Hóquei no Gelo é o órgão que dirige e controla o hóquei no gelo da Lituânia, comandando as competições nacionais e a seleção nacional.